# Anthopleura

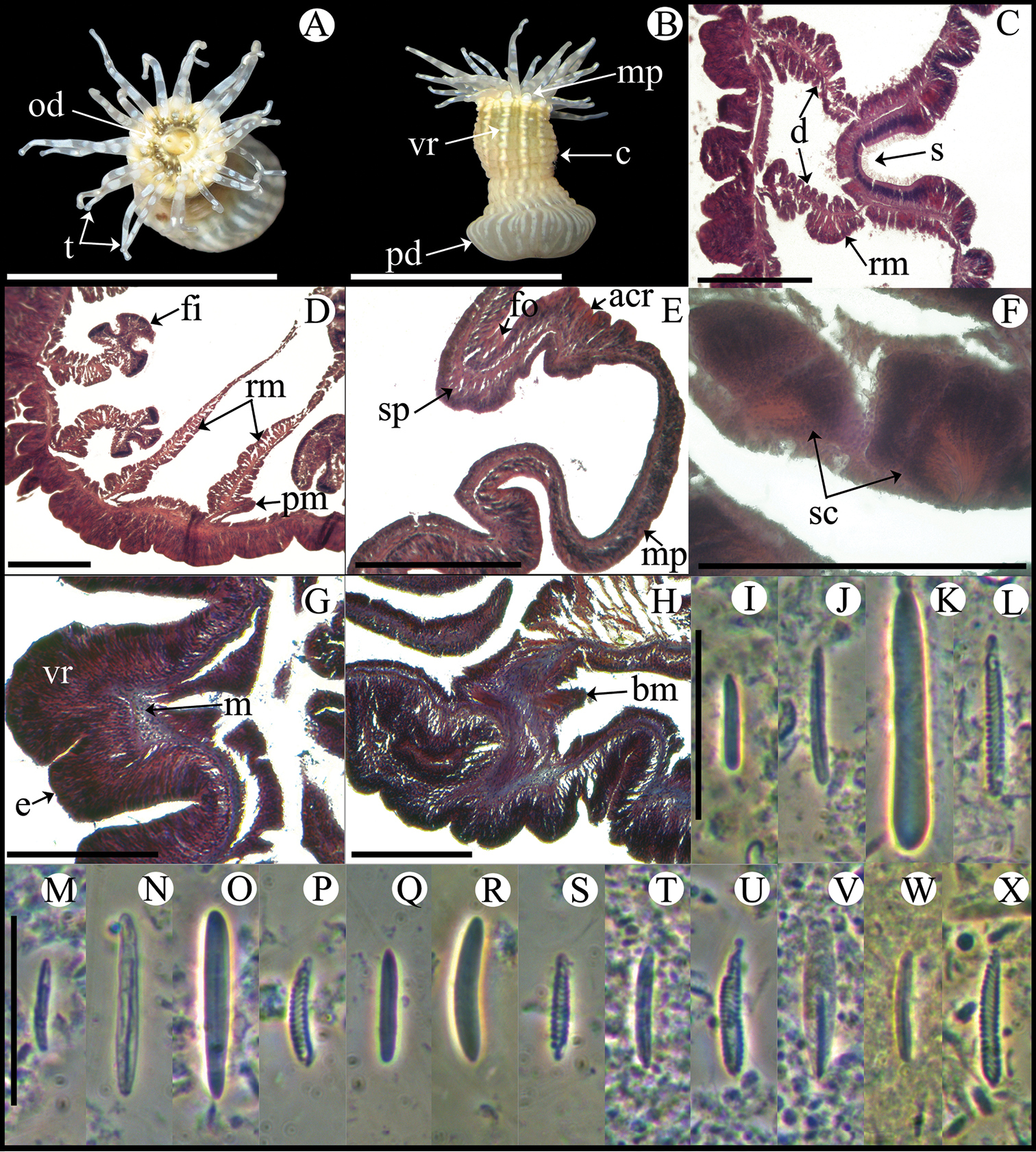
Anthopleura pallida. A Vista oral B Vista lateral C Detalle de directivos y sifonoglifo D Sección transversal de columna proximal E Sección longitudinal del margen mostrando acrorhagi y músculo marginal del esfínter F Detalle de quistes espermáticos G Sección longitudinal de columna distal mostrando una verruga H Sección longitudinal de la base mostrando músculos basilares I–X Cnidae.– acrorhagi: I Sección longitudinal del margen mostrando acrorhagi y músculo marginal del esfínter J basitrico K holotrico L espirocisto actinofaringe: M pequeño basitrico N basitrico O microbasic b-mastigoforo P espirocisto; columna: Q pequeño basitrico R basitrico S espirocisto; filamento: T basitrico U espirocisto V microbasic p-mastigoforo; tentáculo: W basitrico X espirocisto. Abreviaturas.– acr: acrorhagi, bm: músculo basilar, c: columna, d: directivos, fo: fosa, mp: proyección marginal, od: disco oral, pd: disco pedal, pm: músculo parietobasilar, rm: músculo retractor, s: sifonoglifo, sc: quiste espermático, sp: esfínter, t: tentáculos, vr: verruga. Barras de escala: A–B: 10 mm; C–H: 200 μm; I–X: 25 μm.

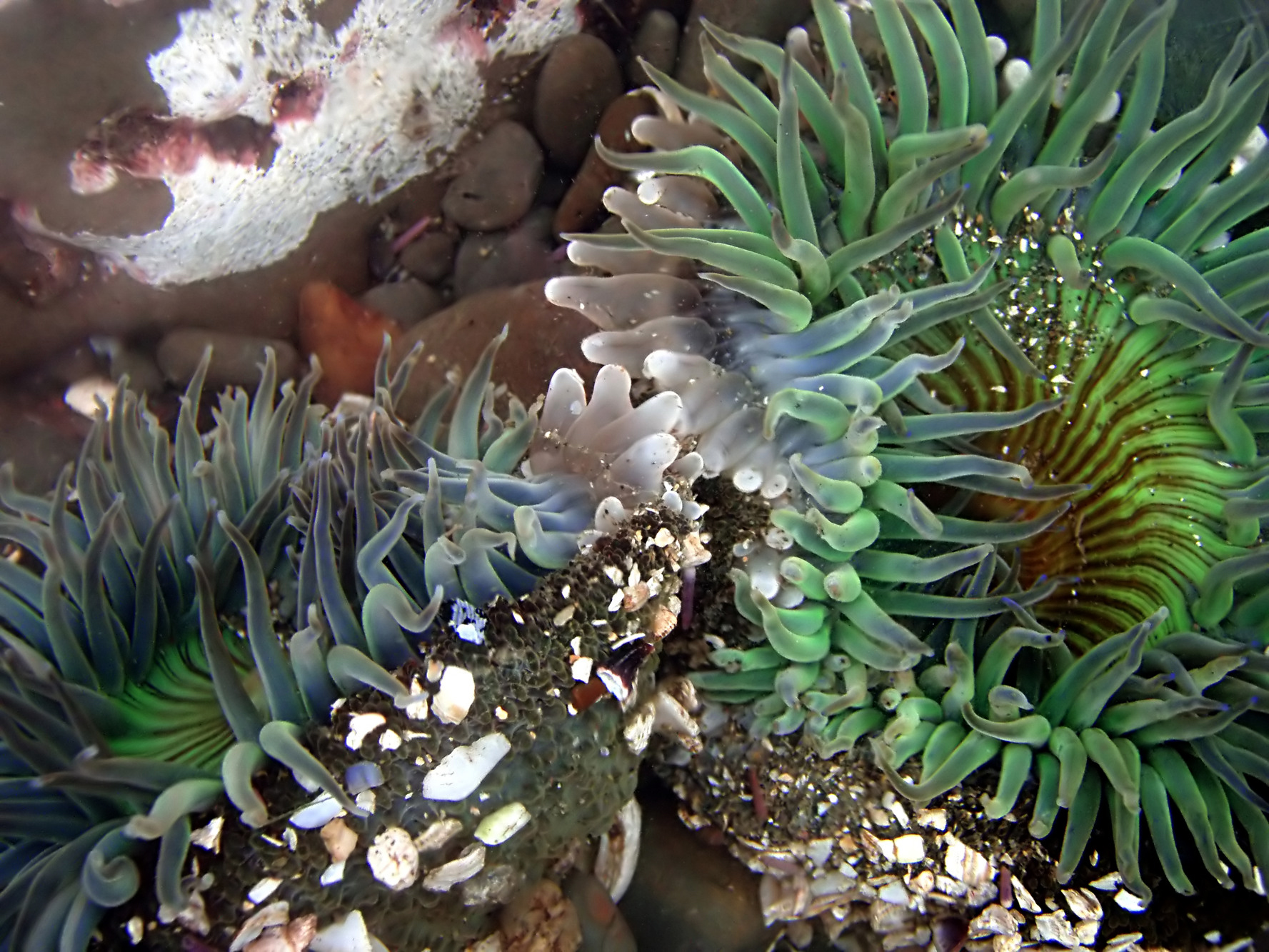
Dos ejemplares de A. elegantissima combatiendo por el espacio con sus acrorhagi (con puntas blancas)

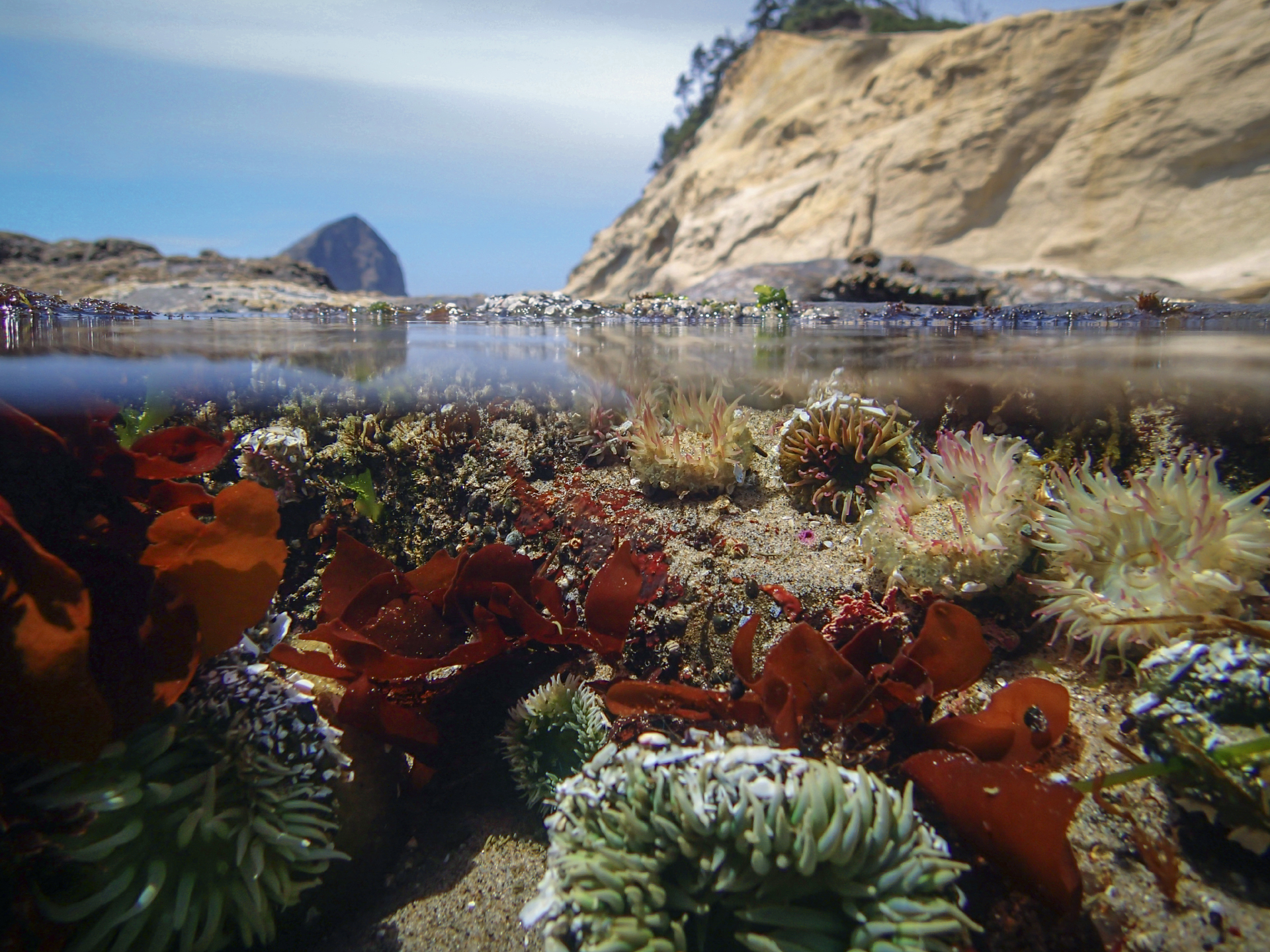
Ejemplares de A. elegantissima y A. xanthogrammica en una piscina intermareal, Woods, Oregón, Estados Unidos

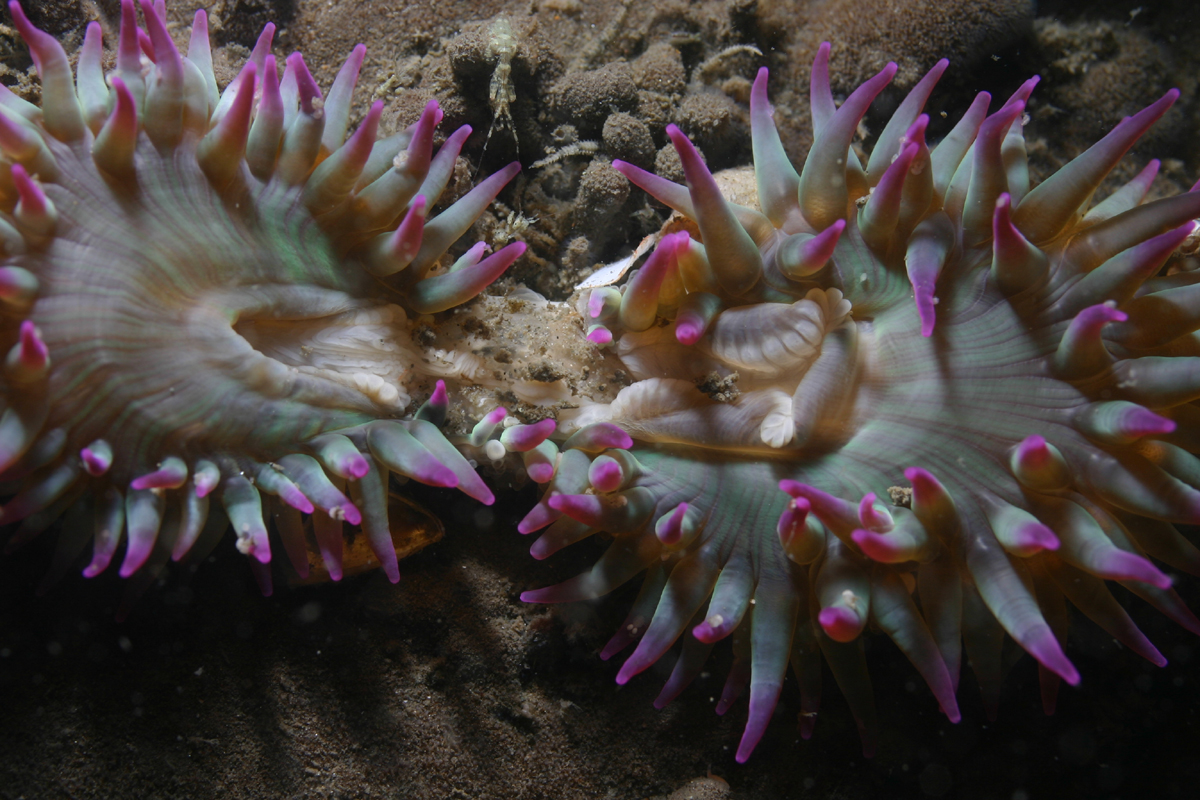
Anthopleura elegantissima en proceso de clonación mediante fisión longitudinal

Anthopleura es un género de anémonas de mar de la familia Actiniidae. 
Se distribuyen por aguas templadas y tropicales de los océanos Atlántico e Indo-Pacífico, con frecuencia en zonas intermareales.

## Especies
El Registro Mundial de Especies Marinas acepta las siguientes especies en el género:
- Anthopleura africana (Carlgren, 1900)
- Anthopleura ambonensis (Kwietniewski, 1898)
- Anthopleura anjunae Den Hartog & Vennam, 1993
- Anthopleura anneae Carlgren, 1940
- Anthopleura artemisia (Pickering in Dana, 1846)
- Anthopleura asiatica Uchida & Muramatsu, 1958
- Anthopleura atodai Yanagi & Daly, 2004
- Anthopleura aureoradiata (Stuckey, 1909)
- Anthopleura ballii (Cocks, 1851)
- Anthopleura buddemeieri Fautin, 2005
- Anthopleura chinensis England, 1992
- Anthopleura dixoniana (Haddon & Shackleton, 1893)
- Anthopleura dowii Verrill, 1869
- Anthopleura elegantissima (Brandt, 1835)
- Anthopleura foxi Carlgren, 1927
- Anthopleura fuscoviridis Carlgren, 1949
- Anthopleura haddoni Kwietniewski, 1898
- Anthopleura handi Dunn, 1978
- Anthopleura hermaphroditica (Carlgren, 1899)
- Anthopleura incerta England, 1992
- Anthopleura inconspicua (Hutton, 1879)
- Anthopleura insignis Carlgren, 1940
- Anthopleura japonica Verrill, 1899
- Anthopleura kohli Carlgren, 1930
- Anthopleura krebsi Duchassaing & Michelotti, 1860
- Anthopleura kurogane Uchida & Muramatsu, 1958
- Anthopleura mariscali Daly & Fautin, 2004
- Anthopleura michaelseni (Pax, 1920)
- Anthopleura minima (Stuckey & Walton, 1910)
- Anthopleura mortenseni Carlgren, 1941
- Anthopleura mortoni England, 1992
- Anthopleura nigrescens (Verrill, 1928)
- Anthopleura pallida Duchassaing & Michelotti, 1864
- Anthopleura panikkarii Parulekar, 1968
- Anthopleura qingdaoensis Pei, 1994
- Anthopleura rosea (Stuckey & Walton, 1910)
- Anthopleura sanctaehelenae Carlgren, 1941
- Anthopleura sola Pearse & Francis, 2000
- Anthopleura stellula (Hemprich & Ehrenberg in Ehrenberg, 1834)
- Anthopleura stimpsonii Verrill, 1869
- Anthopleura texaensis (Carlgren & Hedgepeth, 1952)
- Anthopleura thallia (Gosse, 1854)
- Anthopleura varioarmata Watzl, 1922
- Anthopleura waridi (Carlgren, 1900)
- Anthopleura xanthogrammica (Brandt, 1835)

- Anthopleura elegans (nomen dubium)
- Anthopleura equina (nomen dubium)
- Anthopleura inornata (nomen dubium)
- Anthopleura japonicus (nomen dubium)
- Anthopleura krebbsii (nomen dubium)
- Anthopleura maculata (nomen dubium)
- Anthopleura monile (Templeton, 1836) (nomen dubium)
- Anthopleura prasina (nomen dubium)

## Morfología
Su cuerpo es cílindrico. Su extremo basal es un disco plano que funciona como pie, el disco pedal, que en su caso está bien desarrollado; y su extremo apical es el disco oral, el cual tiene la boca en el centro, y alrededor anillos de tentáculos. Debajo y fuera del anillo de tentáculos, tiene un anillo de protuberancias o perillas (acrorhagia) compuestas de cnidocitos, células urticantes provistas de neurotoxinas paralizantes en respuesta al contacto. Si el animal está tranquilo, este último anillo está retraído. 
Los cnidocitos contenidos en sus tejidos son: espirocistos, holotricos, basitricos, microbasico b-mastigoforos y microbasico p-mastigoforos.
La columna tiene verrugas adhesivas dispuestas en hileras longitudinales. La fosa es profunda. Los tentáculos son simples, cónicos, dispuestos hexameral o irregularmente, con músculos ectodermales longitudinales. Cuenta con, al menos, dos bien desarrollados sifonoglifos. El músculo del esfínter marginal es difuso a circunscrito. Los músculos retractores son difusos o restringidos. En ejemplares adultos, todos, o casi todos, los mesenterios son perfectos y fértiles.
La mayoría de ejemplares tienen entre 3 y 25 cm de diámetro.
Los colores de la columna, que posee varias verrugas en las que se adhieren grava y fragmentos de concha, pueden ser marrón, gris verdoso, amarillo, rojo, púrpura o blanco, condicionado el tono a la luz que reciba y, por tanto, a la cantidad de algas zooxantelas que habiten sus tejidos. Las puntas de los tentáculos pueden tener diferentes colores en algunas especies: rosa, violeta o blanco.

## Hábitat
Suelen habitar solas o en agregaciones. Normalmente en superficies rocosas expuestas a oleaje, en grietas, y frecuentemente en las zonas rocosas intermareales de áreas semiprotegidas de arrecifes. Algunas especies, como A. sola, sobreviven bien en puntos costeros con polución industrial o vertido de cloacas, otras, como A. xanthogrammica, suelen encontrarse en aguas frías fijadas al sustrato en camas de mejillones.
Se localizan hasta los 44 m de profundidad, y en un rango de temperatura entre 9.21 y 27.19 °C.

## Distribución geográfica
Se las encuentra en aguas tropicales y templadas de los océanos Índicos, desde las costas africanas, incluido el mar Rojo, hasta su unión con el Pacífico oeste; Pacífico, desde Alaska y Kamchatka hasta Tierra de Fuego o Nueva Zelanda, y desde Asia hasta las costas americanas; y Atlántico, incluido el Mediterráneo, y desde el mar del Norte hasta Sudáfrica.

## Alimentación
Muchas especies contienen algas simbióticas, mutualistas (ambos organismos se benefician de la relación), llamadas zooxantelas, aunque el género tiene especies que carecen de ellas. Las algas realizan la fotosíntesis produciendo oxígeno y azúcares, que son aprovechados por las anémonas, y se alimentan de los catabolitos de la anémona (especialmente fósforo y nitrógeno). No obstante, las anémonas se alimentan tanto de los productos que generan estas algas (entre un 75 y un 90 %), como de las presas de zooplancton o peces, que capturan con sus tentáculos. 

## Reproducción
Son animales gonocóricos, o de sexos separados. Las anémonas se reproducen tanto asexualmente, por fisión, en la que el animal se divide por la mitad de su boca formando dos clones; o utilizando glándulas sexuales, que son expulsadas al exterior, tanto por los machos como las hembras, produciéndose la fertilización en la columna de agua. 
Desovan en repetidas ocasiones durante los meses cálidos, entre 3.000 y 9.000 huevos. Los huevos son esféricos y miden 175-225 µm de diámetro, estando recubiertos de espinas. Los espermatozoides miden 2-3 µm de largo por 2 µm de diámetro, con colas de 50 µm de largo. La división celular comienza dentro de las 3 horas posteriores a la fertilización, desarrollándose hasta generar una larva plánula ciliada, que se alimenta de zooplancton, fitoplancton, e incluso otras larvas. La larva, tras nadar o dejarse llevar por las corrientes durante unas 3 semanas, caerá al fondo marino y se metamorfoseará a pólipo, desarrollando un disco pedal para convertirse en una nueva anémona.

## Galería

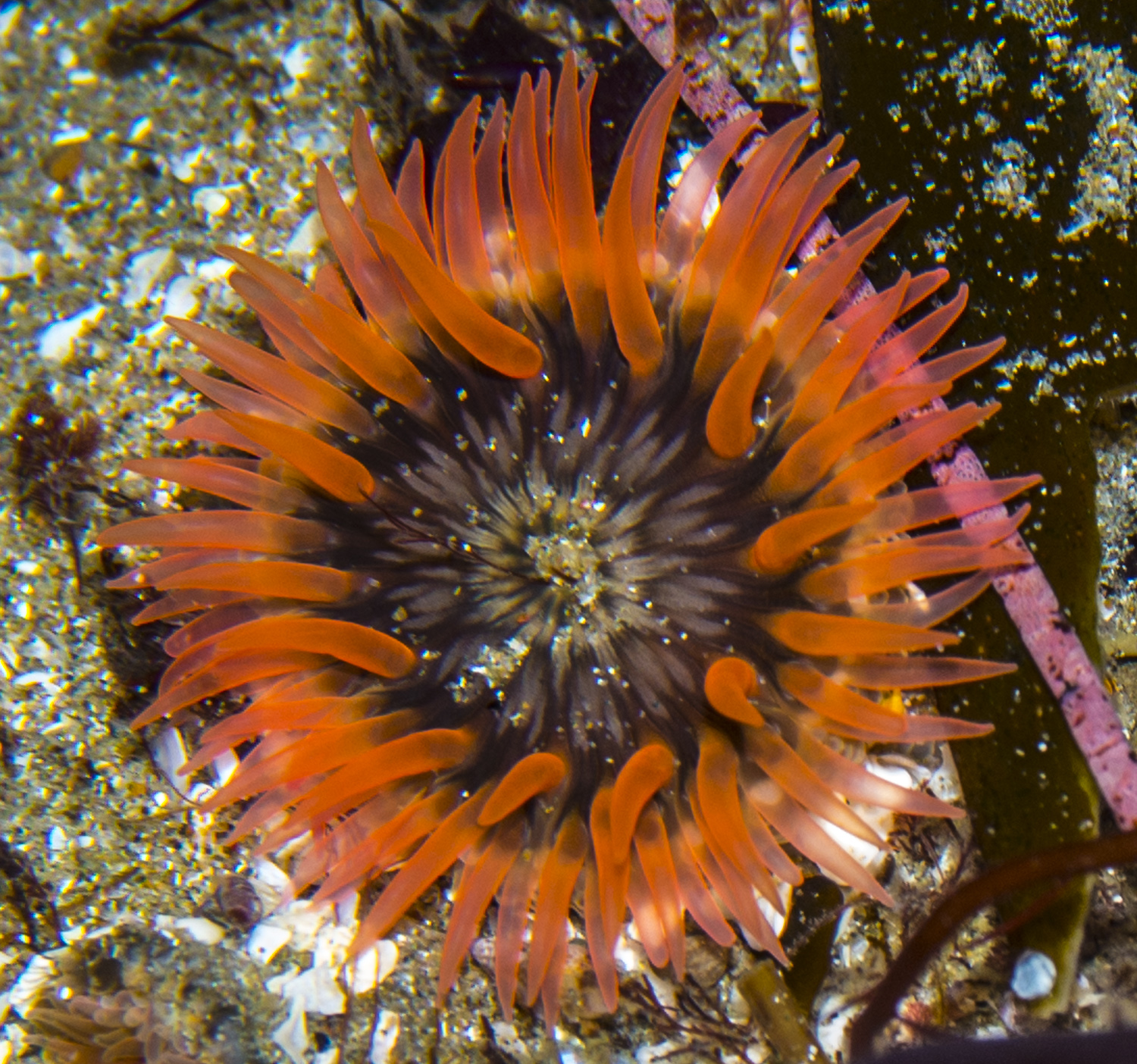
Anthopleura artemisia
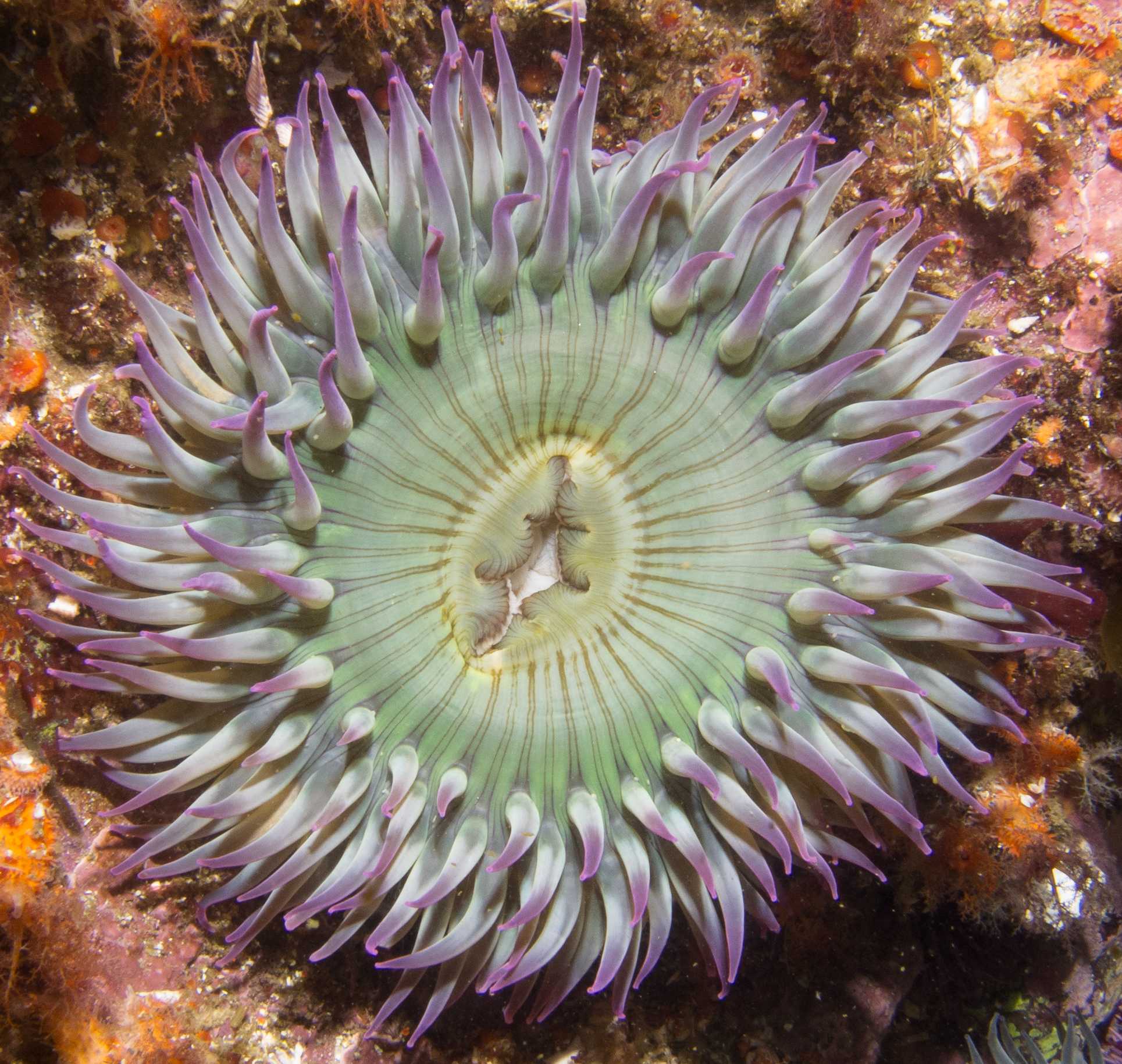
Anthopleura elegantissima
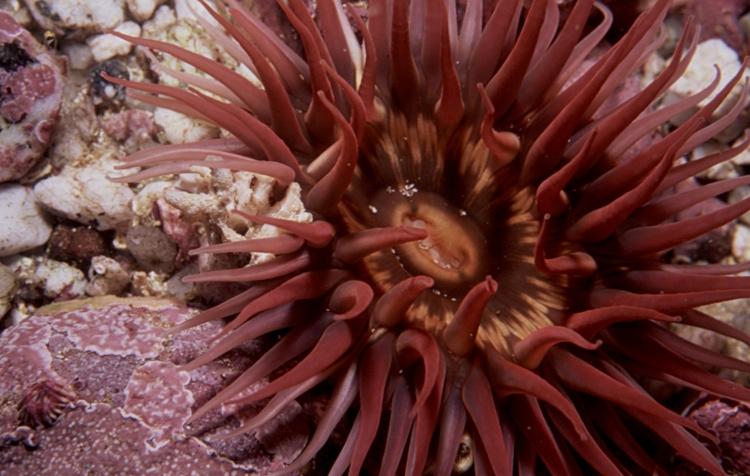
Anthopleura michaelseni
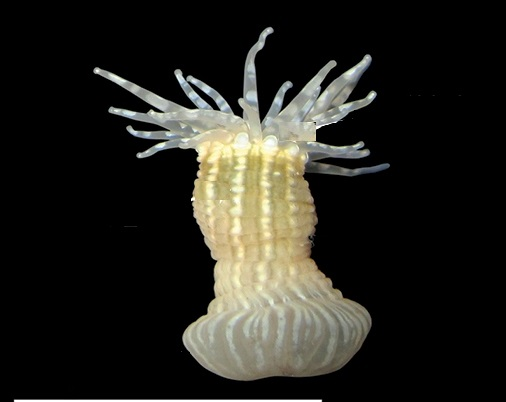
Anthopleura pallida
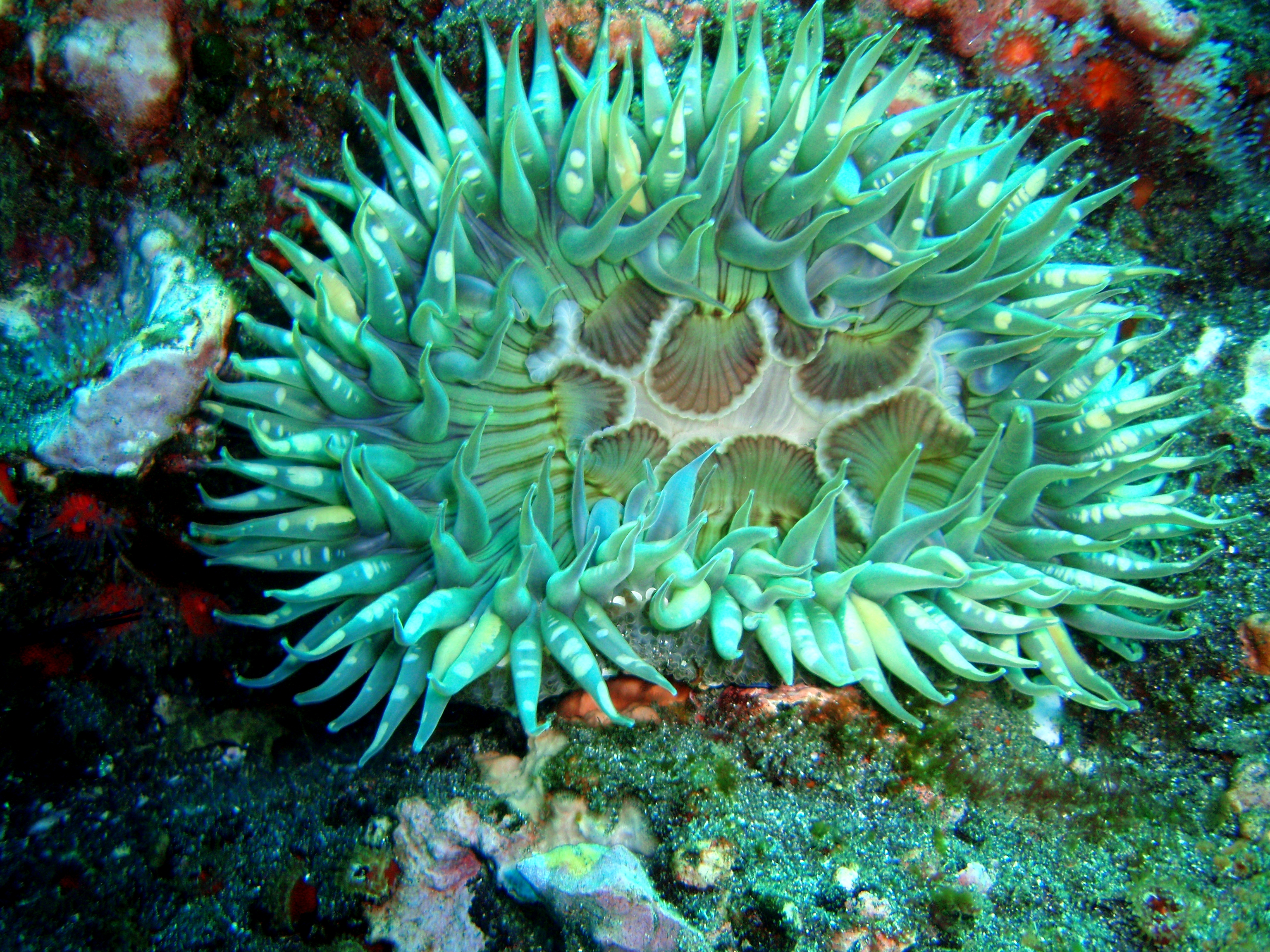
Anthopleura sola
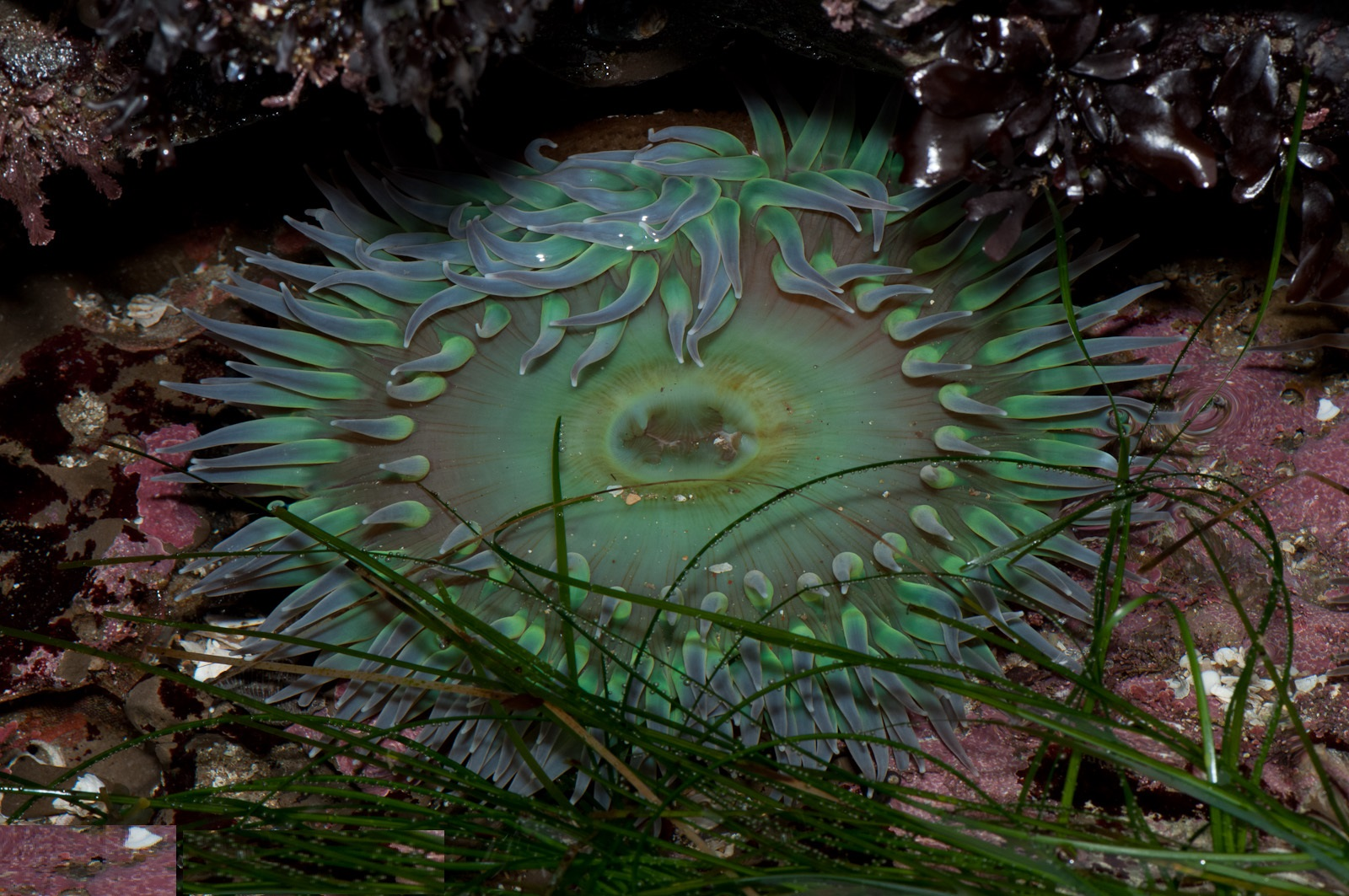
Anthopleura xanthogrammica